# Vissige eikenrussula
De vissige eikenrussula (Russula graveolens) is een paddenstoel uit de familie Russulaceae. Hij vormt mycorrhiza met loofbomen; het vaakst bij eiken (Quercus), maar ook bij berken (Betula), Fagus-soorten en populieren (Populus), vooral in lanen, maar ook in bos op zowel zand als klei.

## Kenmerken

### Uiterlijke kenmerken
Hoed
De hoed is paarsbruin, mahoniebruin of wijnbruin van kleur. Het heeft in het midden een paarszwartachtige kleur, maar kan ook een lichtere olijfokergele of geelgroene tint hebben. Hij diameter bereikt vier tot acht, soms wel 10 centimeter. Het oppervlak is mat of niet mat, maar enigszins korrelig tot golvend ruw. 
Lamellen
De lamellen zijn bleek crème tot licht oker van kleur; de bladen worden bruin, terwijl het sporenpoeder een rijke crèmekleurige tot lichtgele kleur heeft.
Steel
De steel is wit, maar naarmate hij ouder wordt, krijgt hij een licht honinggele kleur, zelden met een roodachtige tint. Het bereikt een lengte tussen de drie en zes, soms acht centimeter en een dikte van 1 tot 2,5 centimeter. Het vruchtvlees is stevig tot hard. Het reageert blauwgroen met ijzersulfaat, donkergroen met guaiac en wijnbruin met fenol.
Geur en smaak
Hij ruikt naar een vismijn. De smaak is mild en iets meelachtig.
Sporenpoeder
Het sporenpoeder is oker-geel (IIIa-b op de schaal van Romagnesi).

### Microscopische kenmerken
De sporen zijn 7,5–10 × 6–8 micrometer groot. Hun oppervlak is bedekt met geïsoleerde wratten met fijne verbindingen, waarvan sommige in elkaar overgaan. Ze bereiken een maximale hoogte van 0,8 micrometer. De cystidia op de hoed zijn cilindrisch en knotsvormig en zijn 4,5 tot 8 micrometer breed. Er zijn hyfenuiteinden op de hoedhuid, die meestal slank, cilindrisch van vorm zijn en een breedte bereiken van drie tot vijf µm.

## Vergelijkbare soorten
Het vruchtvlees is violet en lijkt op de Russula cicatricata. De hyfenuiteinden van de hoedhuid zijn verdikt. Verder heeft hij nooit een wijnrode hoedkleur. De Vissige beukenrussula (Russula faginea) heeft een sterker gekleurd sporenpoeder en meestal een grotere hoeddiameter.

## Ecologie
De vissige eikenrussula komt voor in loofbossen. Het kan ook worden gevonden in parken en tuinen. Daar groeit de schimmel op matig verse tot vochtige, zandige tot leembruine bodems, die meestal slechts licht zuur zijn. Deze werden gevormd over Bunt- en Keupers-zandsteen, evenals graniet en andere silicaten. De schimmel is zeer zeldzaam op kalk en kan alleen worden aangetroffen als de bovengrond zeer zuur is.
De vissige eikenrussula is een mycorrhizaschimmel die een symbiose vormt met loofbomen, vooral eiken.

## Verspreiding

Europees verspreidingsgebied

De vissige eikenrussula is wijdverspreid in Europa en Noord-Afrika (Marokko). In Europa heeft het een sub-Atlantisch-Centraal-Europese verspreiding en kan worden gevonden van Spanje, Frankrijk en Nederland in het westen over de Duitsland-Oostenrijk-Zwitserland noordwaarts naar Denemarken en het zuiden van Fennoscandia, waar het echter zeer zeldzaam is. Het is ook bekend uit Noord-Amerika (VS).
In Nederland komt hij algemeen voor. Hij is niet bedreigd en staat niet op de rode lijst.